# フォトニクス
フォトニクス（英: photonics）、光子学（こうしがく）は、光子を扱う工学。

## 概要
1960年代にレーザーが発明され、半導体オプトエレクトロニクスが登場したことにより、研究分野が本格始動した。
現在ではその領域は光の生成、操作、検出、極紫外線域から遠赤外線域までを網羅する。

## 応用例
- 光子を利用した論理回路

## マイクロ波フォトニクス
マイクロ波フォトニクスは電波と光を融合した技術で電波をそのままの形態でファイバ中に閉じ込めて遠くまで伝送できるため無線通信、計測、アレーアンテナ、電波天文学、ケーブルテレビ等の広い応用範囲がある。

## ナノフォトニクス
ナノフォトニクスはナノテクノロジーの一領域で光を用いてナノメートル領域の物質の性質を調べたり、光の波長よりも小さな構造物を用いて光波を制御したり制御された光の場を利用して物質の光学的性質を改変する手法。

## シリコンフォトニクス
シリコンフォトニクスは半導体産業で利用される微細加工技術を用いてSi(ケイ素)の基板上に発光素子や受光器、光変調器といった素子を集積する技術。

## メカノフォトニクス
フォトニクスの一分野で他の大部分のフォトニクス素子は光リソグラフィを利用して形成されるのに対して、機械加工技術の延長でフォトニクス素子を形成する。

## 文献
- 神谷武志, 土屋昌弘, 「超高速フォトニクス」『応用物理』 70巻 11号 2001年 p.1271-1280, 応用物理学会, doi:10.11470/oubutsu1932.70.1271
- 蔵田和彦, 「シリコン(Si)フォトニクスと光回路実装技術」『エレクトロニクス実装学会誌』 2014年 17巻 4号 p.286-291, エレクトロニクス実装学会, doi:10.5104/jiep.17.286